# MacGyver (televíziós sorozat, 1985)
A MacGyver egy amerikai TV-kalandfilm-sorozat, melyet az Amerikai Egyesült Államokban és Kanadában készítettek. A sorozat főszereplője a mindig nyugodt, hihetetlenül találékony titkosügynök, MacGyver (Richard Dean Anderson). A sorozat alkotója Lee David Zlotoff.
A sorozat hét évig futott az amerikai ABC csatorna műsorán, 1985. szeptember 29-től 1992. május 21-ig. Ezen idő alatt 139 epizód készült el, amelyekből három folytatásos (kétrészes). 1994-ben a repertoár még két filmmel is gazdagodott, melyek címe: Lost Treasure of Atlantis, melyet 1994. május 14-én tűztek műsorra, valamint a Trail to Doomsday, melyet 1994. november 24-én sugároztak először.

## Koncepció
A sorozat Angus MacGyver (a barátainak csak Macgyver, vagy egyszerűen „Mac”) kalandjairól szól, aki a „többet ésszel, mint erővel” elv alapján oldja meg a problémákat, még a legreménytelenebbnek látszó helyzetekben is. MacGyver legnagyobb erénye, hogy tudományos ismereteit a gyakorlatban is alkalmazva hétköznapi tárgyak és a mindig nála lévő svájci bicskája, valamint ragasztószalagjának segítségével szinte bármit képes előállítani. A leglehetetlenebb problémák esetén is működő ügyes megoldásai – melyek sokszor élet-halál helyzetekben kívánták meg tőle összetett eszközök kiötlését és megvalósítását néhány perc alatt – voltak az epizódok fő látványosságai. Ezek a jelenetek arra voltak hivatottak, hogy felkeltsék a nézők érdeklődését az alkalmazott tudományok, legfőképpen a mérnöki munka iránt, valamint hogy izgalmassá tegyék a történetet. A sorozat összes MacGyver-féle hőstette látszólag megvizsgált tudományos alapokon nyugszik (még akkor is, ha a készítők tudták, hogy a valódi életben elképesztően nagy szerencse kellene akármelyik MacGyver-féle ötlet sikeres megvalósításához, illetve több nyilvánvalóan nem működik a bemutatott formában).
Néhány esetben MacGyver háztartási vegyszereket használt mérgek, robbanóanyagok stb. előállításához, amelyeket túl veszélyesnek tartottak ahhoz, hogy az elkészítés módját pontosan leírják. Ilyenkor a részleteket megváltoztatták, vagy csak homályosan utaltak rá.
Az eszközök fabrikálásának ötlete hétköznapi eszközök használatával valószínűleg a A szupercsapat c. filmsorozat befolyásának köszönhető (kivéve, hogy MacGyver nem használ fegyvereket). Az ötlet igen népszerűvé vált az Egyesült Államokban, ahol az ilyen megvalósításokat macgyverizmusnak  kezdték nevezni (a kifejezés először a 2. évad 3. epizódjában – a „Twice Stung” címűben – fordul elő). A kifejezés később igeiesedett is, pl. „A kocsi lerobbant, de John macgyverelte a hűtőtartályt, hogy hazajusson.”.

## Szereplők
Angus MacGyver intelligens, mindig optimista akcióhős, aki az erőszakmentes konfliktusmegoldás mellett tör lándzsát, amikor csak lehetséges. Nem használ fegyvert egy gyerekkori incidens miatt, mikoris egy revolverrel történő játszadozás barátja halálához vezetett. Az eset a 4. évad 2. epizódjában (Blood Brothers) került bemutatásra. Ebben az epizódban MacGyver visszatér szülővárosába, ahol két gyerekkori barátjával találkozik, és a visszaemlékezéseiben Jesse halálát láthatjuk, amit egy leeső fegyverből kirepülő golyó okoz. A sorozat legelső epizódjában (Pilot) azonban MacGyver egy AK–47-essel lövöldöz az orosz katonákra. Igaz, ez az epizód még azelőtt került vetítésre, hogy MacGyver fegyverellenessége egyértelműen megfogalmazódott volna.
| Szerep        | Színész               | Magyar hang    |
| ------------- | --------------------- | -------------- |
| MacGyver      | Richard Dean Anderson | Kautzky Armand |
| Pete Thornton | Dana Elcar            | Láng József    |

## A sorozat magyar vonatkozása
Az első évad 3. epizódja a Budapesti tolvaj egy egész részt szentel Magyarországnak. Ugyan az ország és Budapest ábrázolása merőben eltér a valóságtól (ugyanez igaz más országoknál is a sorozatban), illetőleg a filmben is akad néhány baki, ami a magyar nyelvű feliratokat és neveket illeti. Például a rendőrkapitány Mesic felügyelő. Ellenben Mac a nálunk kapható "Só"-ból és "Cukor"-ból és képes alkotni, valamint "Sör"-t és "Bor"-t árusító vendéglátóhelyre tér be. Mivel az amerikai stáb az eredeti helyszínen nem tudott forgatni, ezért a jelenetek egy részét Olaszországban vették fel. Ilyenkor feltűnik néhány épületen az olasz nyelvű felirat. Az epizódban nagyon negatívan ábrázolják az egyébként szovjetek által irányított magyar hatóságokat, akik rendkívül diszkriminatívak a cigánysággal szemben, akik jelenesetben MacGyver fő szövetségesei lesznek Magyarországon.